# Selma Riégo
Selma Paulina Riégo, född Zuhr den 30 maj 1865 i Tammerfors, död 20 mars 1942, var en finlandssvensk skådespelerska.

## Biografi
Selma Riégo var dotter till den tyskfödde fabriksdisponenten Carl Zuhr och hans finska hustru, född Hasselblatt. Efter en kortare tids förstudier för intendenten Harald Molander samt hos Bertha Tammelin i Stockholm debuterade hon i december 1887 på Svenska Teatern i Helsingfors som Eva i Ett val. Hon spelade på Svenska Teatern också roller som Almotte i Hexan, Agathe i Fru Örn, Grevinnan Rutland i Grefve Essex, Martha i Råttan, Ida i Flinta och Stål, Margaretha i Kungsämnena, Jessica i Köpmannen i Venedig, Svanhild i Kärlekens komedi, Margaretha i Faust, Pauline i Sanning, Hanna i En räddare, Karen Riis i Det nya systemet, Mary i Moln, Leonore i Äran, Dora i Dora och Agathe Stern i Far och dotter.
Våren 1890 gjorde hon med statsunderstöd en studieresa till Berlin och Paris.
Selma Riégo gifte sig den 17 oktober 1890 med John Riégo och blev mor till skådespelarna Olav och Marga Riégo.

## Teater

### Roller (ej komplett)
| År   | Roll             | Produktion                   | Regi | Teater                       |
| ---- | ---------------- | ---------------------------- | ---- | ---------------------------- |
| 1893 | Karin Löfberg    | Sylvi Minna Canth            |      | Svenska Teatern, Helsingfors |
| 1893 | Frida von Rambow | Livet på landet Fritz Reuter |      | Svenska Teatern, Helsingfors |
| 1893 | Charlotte        | Detektiven Pehr Staaff       |      | Svenska Teatern, Helsingfors |